# Bullet to the Head
Bullet to the Head (titulada en España como Una bala en la cabeza y en Hispanoamérica como El ejecutor ) es una película estrenada en 2013, dirigida por Walter Hill, basada en la novela gráfica de Alexis Nolent, Du Plomb Dans La Tete. La película está protagonizada por Sylvester Stallone, Sung Kang y Jason Momoa. Alfred Gough, Miles Millar y Kevin King Templeton produjeron la película, la primera dirigida por Hill tras 11 años de ausencia.

## Trama
En la ciudad de Nueva Orleans , el asesino a sueldo James "Bobo" Bonomo y su compañero Louis Blanchard matan a un antiguo policía corrupto del MPDC , Hank Greely, aunque Bobo deja viva a una prostituta, Lola. Más tarde, en un bar, Blanchard es asesinado por otro asesino a sueldo, Keegan, quien también intenta matar a Bobo pero falla. 
Washington D. C., el detective Taylor Kwon llega a Nueva Orleans para investigar la muerte de su excompañero y se encuentra con el teniente Lebreton, quien le informa que Lola confirmó que Greely fue asesinado. Kwon va a la morgue y, después de ver el cuerpo de Blanchard y descubrir quién es, deduce que Blanchard y Bobo mataron a Greely. Mientras tanto, Keegan se reúne con su empleador, Robert Morel, y el abogado de Morel, Marcus Baptiste. Baptiste revela que Greely intentó chantajear a Morel y proporcionó al mafioso local Baby Jack un archivo que detalla las operaciones ilegales de Morel. Keegan hace una visita al local de Baby Jack y después de matarlo a él y sus hombres, recupera el archivo.
Kwon se encuentra con Bobo en un bar y le informa que sabe que Bobo y Blanchard mataron a Greely. Bobo se va, y cuando Kwon intenta seguirlo, es atacado por policías corruptos a quienes Morel ordenó que evitaran que Kwon investigara más sobre Greely. Bobo ayuda a Kwon y lo lleva a un salón de tatuajes, donde la hija de Bobo, Lisa, trata las heridas de Kwon. Luego van a una sala de masajes donde Bobo interroga a Ronnie Earl, el intermediario que contrató a Bobo y Blanchard en nombre de Morel. Ronnie Earl intenta matar a Bobo, pero Bobo logra matarlo, aunque su arma se atasca. Bobo luego se enfrenta a Kwon, quien admite haber manipulado el arma de Bobo, casi causándole la muerte. Bobo y Kwon acuerdan trabajar juntos.
Bobo y Kwon secuestran a Baptiste y lo llevan a la casa de Bobo, donde se ve obligado a darles una memoria flash que detalla los planes de Morel para adquirir proyectos de vivienda y demolerlos para construir edificios de oficinas y revela que Keegan es un ex mercenario contratado para ser el ejecutor de Morel. Luego, Bobo le dispara en la cabeza. Keegan y sus hombres rastrean el teléfono celular de Baptiste hasta la casa de Bobo, pero Bobo y Kwon pueden escapar y detonar una bomba, matando a los hombres de Keegan. Keegan escapa. 
Bobo lo lleva a la casa de Lisa para que pueda revisar en un ordenador el contenido del pendrive, donde se relaciona todos los sobornos de Morel para conseguir sus fines. 
Kwon se reúne con el teniente Lebreton para pedirle ayuda, pero Lebreton intenta matarlo, ya que también está en la nómina de Morel. Bobo lo mata y salva de nuevo a Kwon. Mientras tanto, Keegan se entera de que Lisa es la hija de Bobo y la secuestra. Más tarde llama a Bobo y le ofrece cambiar a Lisa por el pendrive. Bobo acepta y se encuentra con Morel en un almacén abandonado, donde le entrega la memoria USB y libera a Lisa, mientras Kwon se infiltra en el edificio para arrestar a Morel. Keegan se enfurece cuando se le permite a Bobo irse. Mata a Morel y a sus hombres antes de enfrentarse a Bobo. Pelean hasta que Bobo apuñala a Keegan en la garganta y Kwon lo mata a tiros desde lejos.
Kwon recupera el pendrive y Bobo le dispara en el hombro para que parezca que Kwon no pudo capturarlo. Lisa decide quedarse con Kwon esperando a la policía y Bobo se va. Más tarde se encuentra con Kwon en un bar, donde Kwon le dice que esta vez no mencionó la participación de Bobo a la policía, pero le avisa que si Bobo continúa en el negocio, Kwon lo detendrá. Bobo le reta a que lo intente y entonces se aleja en la noche.

## Elenco
Warner Bros. retomó el papel de Thomas Jane con un "actor más 'étnico'" para atraer a una audiencia más amplia. En junio de 2011, se anunció que Sun Kang sería su coestrella.
- Sylvester Stallone como James Bonomo "Bobo".
- Sung Kang como el detective Taylor Kwon.
- Sarah Shahi como Lisa Bonomo.
- Adewale Akinnuoye-Agbaje como Robert Nkomo Morel.
- Jason Momoa como Keegan.
- Christian Slater como Marcus Baptiste.
- Jon Seda como Louis Blanchard.
- Holt McCallany como Hank Greely.
- Brian Van Holt como Ronnie Earl.
- Weronika Rosati como Lola.
- Dane Rodas como teniente Lebreton.
- Marcus Lyle Brown como el detective Towne.
- Douglas M. Griffin como Baby Jack.

## Recepción
Bullet to the Head recibió críticas mixtas, hubo mucha división en sus críticas, unos la calificaron negativamente como hubo otros que la criticaron positivamente, resaltando el hecho de que evoca el estilo de Walter Hill de los años 80, Rotten Tomatoes le dio una puntuación del 47% basado en 127 críticas,